# Người truyền giống
Người truyền giống (tiếng Anh: The Inseminator) là một bộ phim điện ảnh chính kịch của Việt Nam vào năm 2014 do Bùi Kim Quy làm đạo diễn và biên kịch với sự tham gia của các diễn viên như Lê Việt Sơn, Nguyễn Thị Thu Trang, Nguyễn Trung Kiên. Bộ phim đã được sản xuất với kinh phí chưa tới 150 triệu đồng nhưng đã được đi tham dự nhiều Liên hoan phim lớn trên thế giới như Liên hoan phim quốc tế Busan, Liên hoan phim Calcutta Ấn Độ, Liên hoan phim quốc tế Rotterdam Hà Lan... Phim cũng đã đoạt giải Đạo diễn hình ảnh xuất sắc nhất tại Liên hoan phim Đông Nam Á. Tuy nhiên, phim đã bị cấm chiếu tại Việt Nam.

## Nội dung
Bộ phim xoay quanh một gia đình 3 người ở vùng núi phía Bắc Việt Nam biệt lập xã hội với người cha tên Boi cùng hai người con một nam, một nữ. Do sinh sống ở khu vực lạc hậu, người cha đã bị mê muội vào tín ngưỡng mù quáng, đồng thời có ý định tự tử do mắc phải một căn bệnh hiểm nghèo. Đứa con gái tên Tu chính là người chị cả trong nhà ở độ tuổi thanh xuân và luôn có khao khát tìm kiếm một người bạn tình, trong khi đó, đứa con trai út tên Ngo thì bị điên, thậm chí không thể tự vệ sinh cá nhân và phải mang trên mình gánh nặng nối dõi.
Tuy nhiên, do đứa con trai bị thiểu năng không thể nào đến được chợ tình để bắt vợ, trước sự thất vọng ngày càng tăng của người cha, vì theo những lời truyền miệng mê tín tại vùng này, những hình phạt khủng khiếp sẽ ập đến với bất kỳ ai ở thế giới bên kia khi để "hạt giống" trong gia đình mình biến mất. Kết quả thì bạo lực đã diễn ra sau những cố gắng thất bại của ông Boi nhằm đánh thức ham muốn tình dục của con trai mình.

## Diễn viên
- Lê Viết Sơn vào vai người cha.
- Nguyễn Thị Thu Trang vào vai người chị.
- Nguyễn Trung Kiên vào vai đứa con trai út.

## Sản xuất
Bộ phim đã được phía ê-kíp sản xuất xác nhận ghi hình ở khu vực Sa Pa thuộc tỉnh Lào Cai với kinh phí từ 150 – 200 triệu đồng. Theo một video phỏng vấn của VnExpress, trong một phần cảnh nằm dưới suối ở khu vực Tây Bắc thì nhiệt độ suối vô cùng thấp và nữ diễn viên Thu Trang đã phải trực tiếp ngâm mình dưới dòng suối và khi thực hiện xong cảnh quay cô đã bị mất hết cảm giác. Do mang thêm yếu tố tâm linh, một chiếc mặt nạ trong phim cũng đã được dựa trên chiếc mặt nạ cúng ma của người dân tộc Dao. Khoảng 20 trạng thái của "con giống" trong phim cũng đã được thực hiện bởi nhà làm gốm Nguyễn Tuấn. Kịch bản của bộ phim cũng đã được đạo diễn Bùi Kim Quy viết trong vòng nửa năm và bắt đầu ghi hình vào tháng 5 năm 2013. Đây cũng là bộ phim điện ảnh đầu tiên mà nhà biên kịch Bùi Kim Quy thực hiện, mặc dù trước đó cô cũng đã là đạo diễn cho nhiều bộ phim ngắn.

## Đón nhận

### Phát hành
Phim đã được gửi đi tham dự nhiều liên hoan phim lớn trên thế giới như Liên hoan phim quốc tế Busan, Liên hoan phim Calcutta Ấn Độ, Liên hoan phim quốc tế Rotterdam Hà Lan, Liên hoan phim Đài Bắc, Liên hoan phim Đông Nam Á... Tuy nhiên, bộ phim đã bị cấm chiếu tại Việt Nam.

### Đánh giá
Theo nhà báo Hải Ly của Đài phát thanh Quốc tế Đài Loan, bộ phim sở hữu "thủ tháp điện ảnh và đề tài hết sức táo bạo", tình tiết phim cũng đã được cô đánh giá là khá hồi hộp cũng như mới mẻ. Theo Panos Kotzathanasis đăng tải trên Asian Movie Pulse, anh đánh giá cao những con búp bê trẻ em màu đỏ đầy màn hình, cũng như những điêu khắc về cơ quan sinh dục nam và lưng của người phụ nữ, những con người bị treo ngược trên cây... là những điểm tiếp cận tốt mà bộ phim mang đến cho người hâm mộ. Anh ca ngợi đạo diễn Quy thành công trong việc đưa ra nhận xét về tâm lý, triết học và xã hội với quan niệm về chế độ phụ hệ và việc nối dõi tông đường trong văn hóa phương Đông, việc chăm sóc cho người bị thiểu năng, các vấn đề tuổi dậy thì, tình dục hay vai trò làm cha làm mẹ trong thời đại hiện nay. Tuy nhiên, anh lại cho rằng đây là một bộ phim khó xem.
Theo Asian Film Archive có trụ sở tại Singapore, phim được xếp loại dành cho người từ trên 21 tuổi.

### Giải thưởng
| Năm  | Giải thưởng               | Hạng mục                        | Đề cử cho   | Kết quả   | Nguồn |
| ---- | ------------------------- | ------------------------------- | ----------- | --------- | ----- |
| 2014 | Liên hoan phim Đông Nam Á | Đạo diễn hình ảnh xuất sắc nhất | Bùi Kim Quy | Đoạt giải | [ 2 ] |